# Gießener Auswanderungsgesellschaft

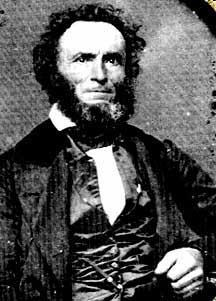
Friedrich Münch, Gründer der „Gießener Auswanderungsgesellschaft“

Die Gießener Auswanderungsgesellschaft war eine 1833 in Gießen von Paul Follen und Friedrich Münch gegründete Kolonialgesellschaft, die in den 1830er Jahren in Nordamerika eine neue und freie „deutsche Kolonie“ gründen wollte.

## Geschichte
In den amerikanischen Bundesstaat Missouri waren bereits zuvor westfälische und hannoversche Kleinbauern und Landarbeiter ausgewandert. Zu diesen Auswanderern gehörte auch der Arzt Gottfried Duden (1785–1855), der mit seinem Erlebnisbericht in Deutschland große Aufmerksamkeit fand und sein Buch in sehr hoher Auflage verkaufen konnte (Bericht über eine Reise nach den westlichen Staaten Nordamerika's und einen mehrjährigen Aufenthalt am Missouri (in den Jahren 1824, 25, 26 und 1827), in Bezug auf Auswanderung und Ueberbevölkerung, oder: Das Leben im Innern der Vereinigten Staaten und dessen Bedeutung für die häusliche und politische Lage der Europäer, Elberfeld 1829). Neben anderen war auch die Gründung der „Gießener Auswanderungsgesellschaft“ eine Folge der Duden’schen Amerika-Werbung.
Im Jahr 1833 gründeten der hessische Hofgerichtsadvokat Paul Follen (auch: Follenius; 1799–1844), Bruder des Gelehrten und Schriftstellers Karl Follen (1796–1840), und sein Schwager, Pastor Friedrich Münch (1799–1881), diese „Gießener Auswanderungsgesellschaft“, die allein 1834 in zwei Transporten über 500 Auswanderungswillige nach Amerika brachte. Mit dieser Gesellschaft wollte man nicht nur den Auswanderungswilligen helfen, sondern vor allem in Nordamerika einen neuen und freien deutschen Staat gründen, „der natürlich ein Glied der Vereinigten Staaten werden müsste, doch mit Aufrechterhaltung einer Staatsform, welche das Fortbestehen deutscher Gesittung, deutscher Sprache sichern und ein echtes, freies und volkstümliches Leben schaffen sollte.“
Allerdings war die bei Organisatoren wie Auswanderern vorherrschende Unkenntnis des Landes und seiner Bevölkerung sowie der Mangel an politischem Willen, aber auch die überzogene Kolonialromantik der Grund, weshalb alle idealistischen Vorhaben bald scheitern mussten. Auch Follen und Münch fanden im Sommer 1834 in Missouri eine „deutsche Kolonie“ vor, die das „Latin Settlement“ genannt wurde. Münch bezeichnete sie später als eine „Partie westfälischer Heuerleute“, die sich notdürftig eingerichtet hatten, eine „bunte Aristokratie“, bestehend aus deutschen Grafen, Baronen, Gelehrten, Predigern, Ökonomen, Offizieren, Geschäftsleuten, Studenten usw., die einen mit mehr, die anderen mit weniger Mitteln, und „nur zum Teil willig, sich den Anforderungen des dortigen Lebens zu bequemen.“

## Biografien
Einige Biografien bildeten jedoch Ausnahmen: So wurde Paul Follen in Dutzow (Missouri) Farmer und Schriftsteller. Friedrich Münch wurde ebenfalls Farmer, dann Abgeordneter und einflussreicher Gründer der Republikanischen Partei. Er wurde in den Senat von Missouri gewählt und war energischer Kämpfer für die Sklavenbefreiung. Als Siedler erschloss Münch ausgedehnte, in sich geschlossene deutsche Ansiedlungsgebiete westlich von St. Louis. Münchs Nachkommen erwarben sich dort im Laufe der Jahre Wohlstand und Ansehen.

## Ausstellung
2013 wurde im KiZ (Kultur im Zentrum) in Gießen die Ausstellung Aufbruch in die Utopie – Ausstellungsreise auf den Spuren einer deutschen Republik in den USA gezeigt, die anschließend in Bremen, Washington, D.C. und St. Louis, Missouri gezeigt wurde.